# سی و چهارمین مراسم گلدن گلوب
۳۴مین مراسم گلدن گلوب برای ارج نهادن به بهترین فیلم و شوی تلویزیونی سال ۱۹۷۶ در ۲۹ ژانویه سال ۱۹۷۷ برگزار شد.
پیتر فینچ، برنده بهترین بازیگر نقش اول مرد شد او همراه با هیث لجر تنها افرادی هستند که این جایزه را پس از مرگ دریافت کرده‌اند. باربارا استرایسند، برنده بهترین بازیگر زن فیلم کمدی یا موزیکال شد. وی تا سال ۲۰۱۵ توانسته برندهٔ ۲ جایزهٔ آکادمی اسکار، ۹ جایزهٔ گرمی، ۴ جایزهٔ امی و یک جایزهٔ ویژهٔ تونی شود. اد اسنر، دومین سال پی در پی است کخ برنده بهترین مکمل مرد - سریال تلویزیونی می‌شود.

## برندگان و نامزدها

### سینمایی
| بهترین فیلم | بهترین فیلم |
| جایزه گلدن گلوب بهترین فیلم – درام | جایزه گلدن گلوب بهترین فیلم – موزیکال یا کمدی |
| --- | --- |
| - راکی - همه مردان رئیس‌جمهور (فیلم) - در راه افتخار - شبکه (فیلم ۱۹۷۶) - Voyage of the Damned | - ستاره‌ای متولد شده‌است (فیلم ۱۹۷۶) - باگزی مالون - پلنگ صورتی دوباره ضربه می‌زند - ریتز (فیلم) - فیلم صامت (فیلم) |
| بهترین اجرا در یک Motion Picture – Drama | |
| جایزه گلدن گلوب بهترین بازیگر مرد – فیلم درام | جایزه گلدن گلوب بهترین بازیگر زن – فیلم درام |
| - پیتر فینچ — شبکه (فیلم ۱۹۷۶) در نقش Howard Beale - دیوید کارادین — در راه افتخار در نقش وودی گاتری - رابرت دنیرو — راننده تاکسی در نقش Travis Bickle - داستین هافمن — ماراتن من در نقش "Babe" Levy - سیلوستر استالونه — راکی در نقش راکی بالبوآ                                                               | - فی داناوی — شبکه (فیلم ۱۹۷۶) در نقش Diane Christensen - گلندا جکسون — The Incredible Sarah در نقش سارا برنارد - سارا مایلز — The Sailor Who Fell from Grace with the Sea در نقش Anne Osbourne - تالیا شایر — راکی در نقش Adrian Pennino - لیو اولمان — چهره به چهره (فیلم ۱۹۷۶) در نقش Dr. Jenny Isaksson |
| بهترین اجرا در یک Motion Picture – Comedy or Musical | |
| جایزه گلدن گلوب بهترین بازیگر مرد – فیلم موزیکال یا کمدی | جایزه گلدن گلوب بهترین بازیگر زن – فیلم موزیکال یا کمدی |
| - کریس کریستوفرسون — ستاره‌ای متولد شده‌است (فیلم ۱۹۷۶) در نقش John Howard - مل بروکس — فیلم صامت (فیلم) در نقش Mel Funn - پیتر سلرز — پلنگ صورتی دوباره ضربه می‌زند در نقش بازرس کلوزو - جک وستون — ریتز (فیلم) در نقش Gaetano Proclo - جین وایلدر — قطار سیلور استریک در نقش George Caldwell                     | - باربارا استرایسند — ستاره‌ای متولد شده‌است (فیلم ۱۹۷۶) در نقش Esther Hoffman - جودی فاستر — Freaky Friday در نقش Annabelle Andrews - باربارا هریس (بازیگر) — توطئه خانوادگی در نقش Blanche Tyler - باربارا هریس (بازیگر) — Freaky Friday در نقش Ellen Andrew - گلدی هان — The Duchess and the Dirtwater Fox در نقش Amanda "Duchess" Quaid - ریتا مورنو — ریتز (فیلم) در نقش Googie Gomez                                                    |
| Best Supporting Performance in a Motion Picture – Drama, Comedy or Musical | |
| جایزه گلدن گلوب بهترین بازیگر نقش مکمل مرد | جایزه گلدن گلوب بهترین بازیگر نقش مکمل زن |
| - لارنس الیویه — ماراتن من در نقش Christian Szell - مارتی فلدمن — فیلم صامت (فیلم) در نقش Marty Eggs - ران هاوارد — تیرانداز (فیلم ۱۹۷۶) در نقش Gillom Rogers - جیسون روباردز — همه مردان رئیس‌جمهور (فیلم) در نقش بنجامین سی. بردلی - اسکار ورنر — Voyage of the Damned در نقش Professor Egon Kreisler          | - کاترین راس — Voyage of the Damned در نقش Mira Hauser - جودی فاستر — راننده تاکسی در نقش Iris "Easy" Steensma - لی گرانت — Voyage of the Damned در نقش Lili Rosen - مارته کلر — ماراتن من در نقش Elsa Opel - پایپر لوری — کری (فیلم ۱۹۷۶) در نقش Margaret White - برنادت پیترز — فیلم صامت (فیلم) در نقش Vilma Kaplan - شلی وینترز — ایستگاه بعدی، روستای گرینویچ در نقش Fay Lapinsky                                                      |
| Other | |
| جایزه گلدن گلوب بهترین کارگردانی | جایزه گلدن گلوب بهترین فیلم‌نامه |
| - سیدنی لومت — شبکه (فیلم ۱۹۷۶) - هال اشبی — در راه افتخار - جان جی. آویلدسن — راکی - آلن جی پاکولا — همه مردان رئیس‌جمهور (فیلم) - جان شلزینجر — ماراتن من | - شبکه (فیلم ۱۹۷۶) — پدی چایفسکی - همه مردان رئیس‌جمهور (فیلم) — ویلیام گلدمن - ماراتن من — ویلیام گلدمن - راکی — سیلوستر استالونه - راننده تاکسی — پل شریدر - Voyage of the Damned — دیوید باتلر and Steve Shagan |
| جایزه گلدن گلوب بهترین موسیقی | جایزه گلدن گلوب بهترین ترانه غیراقتباسی |
| - ستاره‌ای متولد شده‌است (فیلم ۱۹۷۶) — کنت آشر and پال ویلیامز (ترانه‌سرا) - باگزی مالون — پال ویلیامز (ترانه‌سرا) - راکی — بیل کانتی - The Slipper and the Rose — ریچارد ام. شرمن and رابرت بی. شرمن - Voyage of the Damned — لالو شیفرین                                                                          | - "Evergreen" (باربارا استرایسند, پال ویلیامز (ترانه‌سرا)) – ستاره‌ای متولد شده‌است (فیلم ۱۹۷۶) - "Bugsy Malone" (پال ویلیامز (ترانه‌سرا)) – باگزی مالون - "Car Wash" (نورمن وایتفیلد, Rose Royce) – کارواش (فیلم ۱۹۷۶) - "I'd Like to Be You for a Day" (ال کاشا, جوئل هیرش‌هورن) – Freaky Friday - "Hello and Goodbye" (آلن و مرلین برگمن, المر برنستاین) – از ظهر تا ساعت سه - "So Sad the Song" (Michael Masser, Gerry Goffin) – Pipe Dreams |
| جایزه گلدن گلوب بهترین فیلم غیر انگلیسی‌زبان | Best Documentary Film |
| - چهره به چهره (فیلم ۱۹۷۶) (سوئد) - پسرخاله غذا (فرانسه) - پول خرد (فیلم) (فرانسه) - هفت زیبا (ایتالیا) - The Slipper and the Rose (بریتانیا) | - Altars of the World - The Memory of Justice - قوم باد - That's Entertainment, Part II - Wings of an Eagle |
| New Star of the Year – Actor | New Star of the Year – Actress |
| - آرنولد شوارتزنگر – گرسنه بمان در نقش Joe Santo - Lenny Baker – ایستگاه بعدی، روستای گرینویچ در نقش Larry Lapinsky - ترومن کاپوتی – قتل با مرگ در نقش Lionel Twain - Jonathan Kahn – The Sailor Who Fell from Grace with the Sea در نقش Jonathan Osborne - هاروی اسپنسر استیونز – طالع نحس در نقش Damien Thorn | - جسیکا لنگ – کینگ کونگ (فیلم ۱۹۷۶) در نقش Dwan - ملیندا دیلون – در راه افتخار در نقش Mary / Memphis Sue - ماریل همینگوی – ماتیک (فیلم) در نقش Christine McCormick - گلادیس نایت – Pipe Dreams در نقش Maria Wilson - آندره‌آ مارکوویچی – جبهه (فیلم) در نقش Florence Barrett |

### مجموعه تلویزیونی

#### جایزه گلدن گلوب بهترین مجموعه تلویزیونی – درام
دارا و ندار (مینی‌سریال)
- Captains and the Kings
- فرشتگان چارلی (مجموعه تلویزیونی)
- Family
- خانه کوچک (مجموعه تلویزیونی)

#### جایزه گلدن گلوب بهترین مجموعه تلویزیونی – موزیکال یا کمدی
Barney Miller
- The Carol Burnett Show
- Donny and Marie
- روزهای خوش
- Laverne & Shirley
- M*A*S*H

#### جایزه گلدن گلوب بهترین مجموعه تلویزیونی کوتاه یا فیلم تلویزیونی
Eleanor and Franklin
- Amelia Earhart
- Francis Gary Powers: The True Story of the U-2 Spy Incident
- I Want to Keep My Baby!
- The Lindbergh Kidnapping Case
- Sybil

#### جایزه گلدن گلوب بهترین بازیگر مرد – مجموعه تلویزیونی درام
ریچارد جردن — Captains and the Kings
- لی میجرز — مرد شش‌میلیون‌دلاری
- نیک نولتی — دارا و ندار (مینی‌سریال)
- تلی ساوالاس — کوجک (مجموعه تلویزیونی)
- پیتر اشتراوس — دارا و ندار (مینی‌سریال)

#### جایزه گلدن گلوب بهترین بازیگر زن – مجموعه تلویزیونی درام
سوزان بلکلی — دارا و ندار (مینی‌سریال)
- انجی دیکینسون — Police Woman
- فارا فاست — فرشتگان چارلی (مجموعه تلویزیونی)
- کیت جکسون — فرشتگان چارلی (مجموعه تلویزیونی)
- جین مارش — Upstairs, Downstairs
- سادا تامپسون — Family
- لیندسی واگنر — زن بیونیک

#### جایزه گلدن گلوب بهترین بازیگر مرد – مجموعه تلویزیونی موزیکال یا کمدی
هنری وینکلر — روزهای خوش
- آلن آلدا — M*A*S*H
- مایکل کنستانتین — Sirota's Court
- سامی دیویس جونیور — Sammy and Company
- هل لیندن — Barney Miller
- Freddie Prinze — Chico and the Man
- تونی رندل — The Tony Randall Show

#### جایزه گلدن گلوب بهترین بازیگر زن – مجموعه تلویزیونی موزیکال یا کمدی
کارول برنت — The Carol Burnett Show 
- برنادت پیترز — All's Fair
- مری تایلر مور — The Mary Tyler Moore Show
- ایزابل سنفرد — The Jeffersons
- داینا شور — Dinah!

#### جایزه گلدن گلوب بهترین بازیگر نقش مکمل مرد – سریال، سریال کوتاه یا فیلم تلویزیونی
اد اسنر — دارا و ندار (مینی‌سریال)
- تیم کانوی — The Carol Burnett Show
- چارلز دارنینگ — Captains and the Kings
- گوین مکلئود — The Mary Tyler Moore Show
- راب راینر — همگی در خانواده

#### جایزه گلدن گلوب بهترین بازیگر نقش مکمل زن – سریال، سریال کوتاه یا فیلم تلویزیونی
جوزت بنزت — دارا و ندار (مینی‌سریال)
- آدرین باربو — Maude
- الن کوربی — خانواده والتون (مجموعه تلویزیونی)
- Darleen Carr — Once an Eagle
- جولی کاونر — Rhoda
- ویکی لارنس — The Carol Burnett Show
- ان میرا — Rhoda
- سالی استراترس — همگی در خانواده